# Garibaldi Spighi
Garibaldi Spighi (n. 12 iunie 1891, Pisa, Toscana, Italia – d. 9 iulie 1978) a fost un sportiv ce a reprezentat Italia, medaliat olimpic. A participat la o ediție a Jocurilor Olimpice (1920) în care a câștigat o medalie de argint.

## Participări
Lista de mai jos prezintă principalele competiții la care a participat Garibaldi Spighi de-a lungul carierei.
- Équitation aux Jeux olympiques d'été de 1920 – concours complet par équipe[*]